# Lumbreras
Lumbreras est une commune de la communauté autonome de La Rioja, en Espagne.

## Démographie
| 1900 | 1910 | 1920 | 1930 | 1940 | 1950 | 1960 | 1970 | 1981 |
| ---- | ---- | ---- | ---- | ---- | ---- | ---- | ---- | ---- |
| 740  | 746  | 646  | 651  | 609  | 561  | 490  | 296  | 120  |

| 1991 | 2001 | 2011 | - | - | - | - | - | - |
| ---- | ---- | ---- | - | - | - | - | - | - |
| 115  | 157  | 164  | - | - | - | - | - | - |

## Administration

### Conseil municipal
La ville de Lumbreras de Cameros comptait 154 habitants aux élections municipales du 26 mai 2019. Son conseil municipal (en espagnol : Pleno del Ayuntamiento) se compose donc de 5 élus.
| Parti | Parti                                    | Voix | %       | Élus  |
| ----- | ---------------------------------------- | ---- | ------- | ----- |
|       | Parti populaire (PP)                     | 107  | 85,60 % | 5 / 5 |
|       | Parti socialiste ouvrier espagnol (PSOE) | 11   | 8,80 %  | 0 / 5 |
|       | Partido Riojano (PR+)                    | 7    | 5,60 %  | 0 / 5 |

### Liste des maires
| Mandat    | Maire | Maire                       | Parti       |
| --------- | ----- | --------------------------- | ----------- |
| 1979-1983 |       | Pedro Santana Gómez         | UCD         |
| 1983-1987 |       | Pedro Santana Gómez         | Indépendant |
| 1987-1991 |       | Pedro Santana Gómez         | Indépendant |
| 1991-1995 |       | Norberto Martínez Ceniceros | PP          |
| 1995-1999 |       | Norberto Martínez Ceniceros | PP          |
| 1999-2003 |       | Norberto Martínez Ceniceros | PP          |
| 2003-2007 |       | Norberto Martínez Ceniceros | PP          |
| 2007-2011 |       | Norberto Martínez Ceniceros | PP          |
| 2011-2015 |       | Norberto Martínez Ceniceros | PP          |
| 2015-2019 |       | Norberto Martínez Ceniceros | PP          |
| 2019-2023 |       | Norberto Martínez Ceniceros | PP          |